# Rex Ryan
Rex Ryan (13 de diciembre de 1962, Ardmore, Oklahoma) es ex entrenador en jefe de la National Football League. Es hijo del exentrenador en jefe de los Philadelphia Eagles y Arizona Cardinals Buddy Ryan y hermano gemelo de Rob Ryan, coordinador defensivo de Las Vegas Raiders.
- Datos: Q2618003
- Multimedia: Rex Ryan / Q2618003